# Nils Jakob Hoff
Nils Jakob Hoff (* 5. Februar 1985 in Bergen) ist ein ehemaliger norwegischer Ruderer. 2013 war er Weltmeister im Doppelzweier.

## Karriere
Der 1,98 m große Ruderer vom Fana Roklub nahm 2002 im Doppelzweier und 2003 im Zweier ohne Steuermann an den Junioren-Weltmeisterschaften teil, erreichte aber in beiden Jahren nicht das A-Finale. 2006 belegte er im Einer den sechsten Platz bei den U23-Weltmeisterschaften. Bei den Weltmeisterschaften 2007 startete er mit Helge Tønnessen im Doppelzweier und kam auf den 20. Platz. 2009 ruderte Hoff im Weltcup im Einer, bei den Weltmeisterschaften belegte er mit Truls Albert den 13. Platz im Doppelzweier. 2010 trat er mit Kjetil Borch an, die beiden erreichten den vierten Platz bei den Weltmeisterschaften, 2011 belegten sie den achten Platz. 2012 siegten Hoff und Borch bei der letzten vorolympischen Weltcup-Regatta in München. Bei den Olympischen Spielen 2012 gewannen Hoff und Borch das B-Finale und belegten somit den siebten Platz. Zum Saisonausklang 2012 siegte der kroatische Doppelzweier bei den Europameisterschaften vor den Italienern, Hoff und Borch erhielten die Bronzemedaille. 
Anfang Juni 2013 fanden in Sevilla die Europameisterschaften des nacholympischen Jahres statt, im Doppelzweier siegten die Italiener vor den Litauern, Bronze erhielten erneut Hoff und Borch. Bei den Weltmeisterschaften 2013 in Chungju gewannen Hoff und Borch vor den Litauern und den Italienern. Nach dem vierten Platz bei den Europameisterschaften 2014 erreichten die beiden Norweger bei den Weltmeisterschaften 2014 nur den zehnten Platz. 2015 belegten Hoff und Borch wie im Vorjahr den vierten Platz bei den Europameisterschaften, mit dem zwölften Platz bei den Weltmeisterschaften verpassten die beiden die Möglichkeit zur direkten Olympiaqualifikation für 2016. Nachdem Kjetil Borch mit Olaf Tufte in Luzern doch noch die Zulassung zu den Olympischen Spielen erreicht hatte, übernahm Nils Jakob Hoff die Startberechtigung im Einer von Olaf Tufte. Bei den Olympischen Spielen 2016 erreichte Hoff den elften Platz.

## Privates
Am 17. Mai 2023, dem Nationalfeiertag Norwegens bekam er zusammen mit Therese Johaug eine Tochter. Sie trägt den Namen Kristin Hoff Johaug
Am 31. Dezember 2023 heiratete er die norwegische Skilangläuferin Therese Johaug.